# Harri Rovanperä
Harri Rovanperä (Jyväskylä, 8 april 1966) is een Fins voormalig rallyrijder, die voor verschillende fabrieksteams actief is geweest in het wereldkampioenschap rally. Hij stond voornamelijk bekend om zijn specialisme op losse ondergrond (gravel), maar won zijn eerste en enige WK-rally op sneeuw, tijdens de Rally van Zweden in het seizoen 2001, achter het stuur van de Peugeot 206 WRC.
Rovanperä, ook wel bekend als "Rovis", begon als Fin op relatief late leeftijd met rallyrijden, en brak ook pas door toen hij de dertig inmiddels was gepasseerd. In het WK kwam hij uiteindelijk voor de fabrieksinschrijvingen van Seat, Peugeot en Mitsubishi uit.

## Carrière

### Vroege carrière
Harri Rovanperä maakte in 1989 zijn debuut in de rallysport. Zijn eerste optreden in het wereldkampioenschap rally kwam tijdens zijn thuisevenement in Finland, in het seizoen 1993. Tevens de rally die zijn basis kent in zijn geboortestad Jyväskylä. Zijn eerste grote succes wist hij neer te zetten in 1995, toen hij het Fins rallykampioenschap voor Groep A auto's in de Formule 2 categorie op zijn naam schreef in een Opel Astra GSI 16V. Een periode met meer opvallende resultaten bracht hem een contract bij het fabrieksteam van Seat.

### Wereldkampioenschap rally

#### 1997-2000: Seat
Rovanperä reed in het seizoen 1997 voor het eerst een volledig programma met Seat in het WK, die met de Seat Ibiza Kit Car deelnamen aan het constructeurskampioenschap voor Formule 2 auto's. Met de voorwielaangedreven Ibiza wist Rovanperä in maar liefst vijf gevallen een top tien finish af te dwingen, waaronder eenmaal een zevende plaats, wat hem net één positie buiten de punten deed neer zetten. Dit succes ging gepaard met het behalen van de constructeurstitel voor Seat in de Formule 2 categorie. Dit bracht hoogmoed voor het merk, en na een ingekort programma met de Ibiza in het seizoen 1998, waarmee Rovanperä nog wel zijn eerste WK-punten op naam schreef na het behalen van een vijfde plaats in de Safari Rally, kwam het merk halverwege het seizoen aanzetten met een World Rally Car op basis van het Córdoba-model. Tijdens de seizoensafsluiter in Groot-Brittannië schonk Rovanperä met een zesde plaats de auto haar eerste puntenfinish in het WK. Seat greep daarnaast ook naar haar tweede Formule 2 constructeurstitel. Het seizoen 1999 werd het eerste volledige seizoen voor Seat met de Córdoba, die met Rovanperä als kopman hoopten op een voorspoedige doorbraak van de auto. De tegenstelling werd echter bewezen, en de auto bleek doorgaans oncompetitief en bij tijden ook onbetrouwbaar te zijn. Een nieuwe evolutie van de auto die in de tweede seizoenshelft werd geïntroduceerd, bracht Rovanperä echter op constante wijze finishes binnen de punten, dat zijn hoogtepunt bereikte met een derde plaats in Groot-Brittannië; zijn eerste podiumpositie in een WK-rally. Rovanperä belandde echter vroeg in het seizoen 2000 op een zijspoor bij Seat, en reed in het resterende seizoen noodgedwongen een gelimiteerd programma met een privé-ingeschreven Toyota Corolla WRC. Niet meer dan twee optredens met deze auto in het WK deed hem echter wel indruk achterlaten, met een vierde plaats in Portugal en een derde plaats in zijn thuisrally in Finland. Dit bracht hem in contact met het fabrieksteam van Peugeot, die hem uiteindelijk vastlegden voor het seizoen 2001.

#### 2001-2004: Peugeot

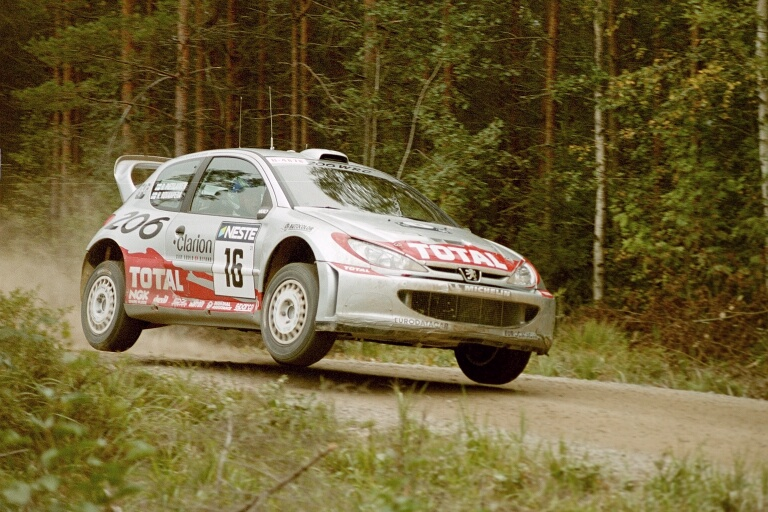
Rovanperä actief voor Peugeot tijdens de Rally van Finland in 2001

Bij Peugeot, die op dat moment de regerend wereldkampioen waren in het rijders- en constructeurskampioenschap, kreeg Rovanperä de rol weggelegd als gravelspecialist, en week daarom in eerste instantie af van deelnames aan asfaltrally's. Zijn eerste optreden voor Peugeot kwam tijdens de Rally van Zweden, de tweede ronde van het kampioenschap. Rovanperä liet zich gelijk van zijn goede kant zien en excelleerde gedurende het evenement door zijn foutloze en solide rijstijl, dat hem na een spannend gevecht met Mitsubishi-rijder Tommi Mäkinen (die in de slotfase uitviel) deed belonen met de algemene eindoverwinning. Hij was tijdens het evenement echter niet genomineerd voor het scoren van constructeurspunten. Dit resultaat werd door Rovanperä in het resterende seizoen niet overtroffen, maar wel wist hij nog enkele podiumplaatsen af te dwingen, en droeg tevens bij aan de tweede opeenvolgende constructeurstitel die Peugeot dat jaar behaalde. Individueel wist hij zich als vijfde te plaatsen in het rijderskampioenschap. Deze prestatie van Rovanperä werd beloond met een volledig programma voor hem in de Peugeot 206 WRC in het seizoen 2002, al werd hij tijdens de asfaltrondes - wat nog altijd werd beschouwd als een zwakke plek van Rovanperä - ingezet door een externe Peugeot-preperateur. Een seizoen dat hem eigenlijk een stap verder had moeten brengen, zag Rovanperä echter een bijrol verlenen aan een dominant optreden van teamgenoot Marcus Grönholm, die met vijf overwinningen overtuigend zijn tweede wereldtitel op naam schreef. Rovanperä wist vier keer een tweede plaats te bemachtigen, maar een seizoen dat verder wisselvallig uitliep bracht hem niet verder dan de zevende plaats in het rijderskampioenschap. Rovanperä werd desondanks behouden voor Peugeot in het seizoen 2003, al ontbrak het voor hem dat jaar van deelnames aan de asfaltrondes. In veel van zijn optredens viel hij uit, en Rovanperä kon zich enkel tijdens de Rally van Cyprus scharen op het podium, waar hij met een tweede plaats overigens de enige Peugeot aan de finish was. Het was uiteindelijk weinig verrassend dat Rovanperä na afloop van het seizoen uit het team werd gezet, en enige tijd leek dit ook het einde te betekenen van zijn WK-carrière. Na afloop van de eerste twee rondes rondes van het kampioenschap in 2004, werd Rovanperä's oorspronkelijke vervanger Freddy Loix echter op een zijspoor gezet, en kreeg Rovanperä wederom het vertrouwen van Peugeot, die in hem een betere optie zagen voor de ontwikkeling van de nieuwe 307 WRC in de gravelevenementen. Rovanperä raakte echter nooit vertrouwd met het materiaal, en twee behaalde podiumplaatsen deden het tij niet keren voor een moeizaam verlopen seizoen voor het gehele Peugeot team. Na het tekenen van Markko Märtin bij Peugeot voor het seizoen 2005, moest Rovanperä alsnog het veld ruimen.

#### 2005-2006: Mitsubishi en Škoda

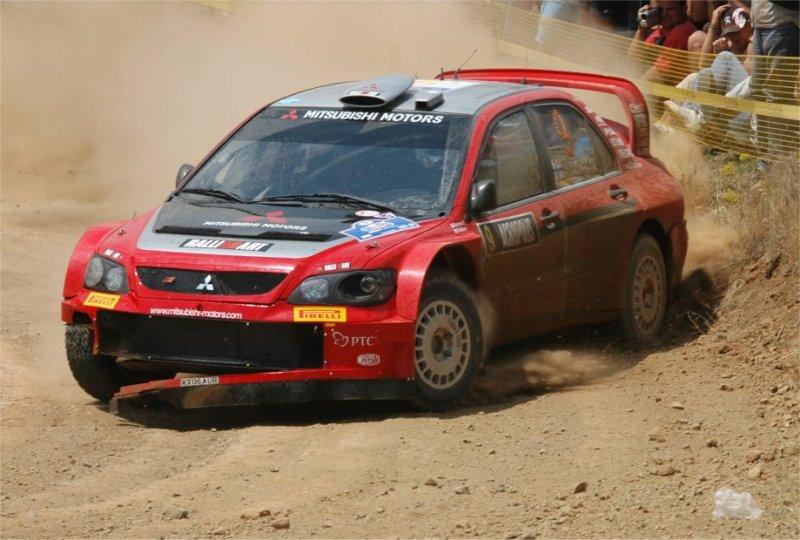
Rovanperä met Mitsubishi actief in zijn laatste volledige seizoen in 2005

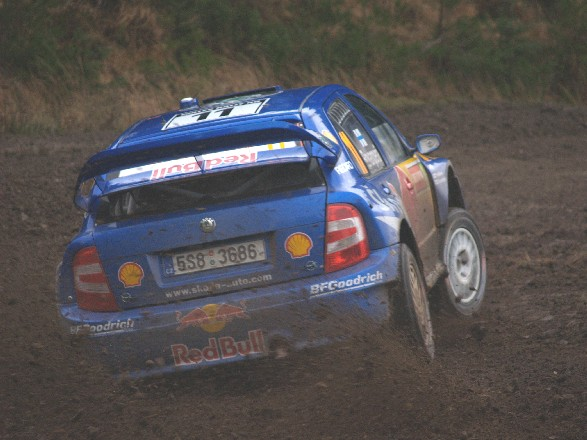
Een terugkeer in 2006 met Škoda bood Rovanperä weinig succes

Rovanperä bleef vervolgens wel actief in het WK, toen hij namelijk werd aangetrokken door het team van Mitsubishi, die het jaar daarvoor een geheel nieuwe Lancer WRC introduceerde, en in 2005 kwamen aanzetten met een verbeterde versie van deze auto. Rovanperä kreeg na jaren weer de rol als kopman toebedeeld, en hij begon daarmee overtuigend tijdens de seizoensopener in Monte Carlo, waar hij met een zevende plaats gelijk binnen de punten wist te eindigen; een primeur voor Rovanperä in een asfaltrally. Rovanperä reed gedurende het seizoen uiteindelijk op consistent niveau naar belangrijke kampioenschapspunten voor Mitsubishi, waaronder enkele finishes binnen de top vijf. Alhoewel de Lancer WRC een goede ontwikkeling doormaakte, miste de auto net dat beetje extra om mee te kunnen dingen voor een overwinning. Rovanperä besloot het seizoen echter wel met een hoogtepunt, door het behalen van een tweede plaats tijdens de Rally van Australië. Ondanks deze bemoedigende resultaten, trok Mitsubishi aan het einde van het seizoen de stekker uit hun rallyactiviteiten als fabrieksteam. Rovanperä hield hieraan geen zitje over bij een ander team in het seizoen 2006, maar keerde toch weer terug toen hij een uitnodiging kreeg van het semi-fabrieks Red Bull Škoda Team, nadat kopman Gilles Panizzi het team had verlaten. Met de doorgaans niet-competitieve Fabia WRC kon Rovanperä echter geen vuist te maken tegen de machtsstrijd die enkel nog door Ford en Citroën werd uitgestreden, en in geen geval wist hij een finish binnen de punten af te dwingen.

### Latere carrière
Sindsdien is Rovanperä niet meer actief geweest in het WK. In 2007 maakte hij een overstap naar het Fins rallycross kampioenschap, achter het stuur van een Ford Focus en een Volvo S40, beide met achterwielaandrijving, waarmee hij veel technische problemen ondervond en geen groot succes wist te boeken.

## Complete resultaten in het wereldkampioenschap rally

### Overwinningen
| Nr. | Seizoen | Rally                            | Navigator         | Auto            |
| --- | ------- | -------------------------------- | ----------------- | --------------- |
| 1   | 2001    | 50th International Swedish Rally | Risto Pietiläinen | Peugeot 206 WRC |

### Overzicht van deelnames
| Seizoen | Inschrijving                  | Auto                     | 1      | 2      | 3      | 4      | 5      | 6      | 7      | 8      | 9      | 10     | 11     | 12     | 13     | 14     | 15     | 16    | Pos. | Punten |
| ------- | ----------------------------- | ------------------------ | ------ | ------ | ------ | ------ | ------ | ------ | ------ | ------ | ------ | ------ | ------ | ------ | ------ | ------ | ------ | ----- | ---- | ------ |
| 1993    | 1000 Lakes Rally              | Opel Manta 2.0 E         | MON    | ZWE    | POR    | KEN    | FRA    | GRI    | ARG    | NZL    | FIN NF | AUS    | ITA    | SPA    | GBR    |        |        |       | -    | 0      |
| 1994    | Harri Rovanperä               | Mitsubishi Galant VR-4   | MON    | ZWE    | POR    | KEN    | FRA    | GRI    | ARG    | NZL    | FIN 12 | AUS    | ITA    | SPA    | GBR    |        |        |       | -    | 0      |
| 1995    | Harri Rovanperä               | Opel Astra GSI 16V       | MON    | ZWE    | POR    | KEN    | FRA    | GRI    | NZL    | ARG    | FIN NF | AUS    | ITA    | SPA    | GBR    |        |        |       | -    | 0      |
| 1996    | Promoracing E.S.T.B.          | Ford Escort RS Cosworth  | MON    | ZWE    | POR    | KEN    | IDN    | FRA    | GRI    | ARG    | NZL    | FIN NF | AUS    | ITA    | SPA    |        |        |       | -    | 0      |
| 1996    | Seat Sport                    | Seat Ibiza GTI 16V       |        |        |        |        |        |        |        |        |        |        |        |        |        | GBR 8  |        |       | -    | 0      |
| 1997    | Seat Sport                    | Seat Ibiza GTI 16V       | MON 14 | ZWE    | KEN    | POR NF | SPA NF | FRA    | ARG 8  | GRI    | NZL NF | FIN 10 | IDN 7  | ITA 10 | AUS 10 | GBR 9  |        |       | -    | 0      |
| 1998    | Seat Sport                    | Seat Ibiza GTI 16V       | MON 11 | ZWE NF |        |        |        |        |        |        |        |        |        |        |        |        |        |       | 15   | 3      |
| 1998    | Seat Sport                    | Seat Ibiza GTI 16V Evo 2 |        |        | KEN 5  | POR NF | SPA NF | FRA    | ARG NF | GRI 15 | NZL 13 |        |        |        |        |        |        |       | 15   | 3      |
| 1998    | Seat Sport                    | Seat Córdoba WRC         |        |        |        |        |        |        |        |        |        | FIN 11 | ITA NF | AUS 11 | GBR 6  |        |        |       | 15   | 3      |
| 1999    | Seat Sport                    | Seat Córdoba WRC         | MON 7  | ZWE 16 | KEN 6  | POR NF | SPA 14 | FRA 13 | ARG NF | GRI NF | NZL NF |        |        |        |        |        |        |       | 9    | 10     |
| 1999    | Seat Sport                    | Seat Córdoba WRC E2      |        |        |        |        |        |        |        |        |        | FIN 5  | CHN 5  | ITA 16 | AUS 6  | GBR 3  |        |       | 9    | 10     |
| 2000    | Seat Sport                    | Seat Córdoba WRC E2      | MON    | ZWE 12 | KEN    |        |        |        |        |        |        |        |        |        |        |        |        |       | 9    | 7      |
| 2000    | Seat Sport                    | Seat Córdoba WRC E3      |        |        |        |        |        |        |        |        |        |        |        |        |        | GBR 10 |        |       | 9    | 7      |
| 2000    | Harri Rovanperä               | Toyota Corolla WRC       |        |        |        | POR 4  | SPA    | ARG    | GRI    | NZL    | FIN 3  | CYP    | FRA    | ITA    | AUS    |        |        |       | 9    | 7      |
| 2001    | Peugeot Total                 | Peugeot 206 WRC          | MON    | ZWE 1  | POR NF | SPA    | ARG NF | CYP NF | GRI 3  | KEN 2  | FIN 4  | NZL 3  |        |        | AUS 4  | GBR 2  |        |       | 5    | 36     |
| 2001    | H.F. Grifone                  | Peugeot 206 WRC          |        |        |        |        |        |        |        |        |        |        | ITA 11 | FRA 7  |        |        |        |       | 5    | 36     |
| 2002    | Bozian Racing                 | Peugeot 206 WRC          | MON NF |        | FRA 11 | SPA 7  |        |        |        |        |        |        | ITA 9  |        |        |        |        |       | 7    | 30     |
| 2002    | Peugeot Total                 | Peugeot 206 WRC          |        | ZWE 2  |        |        | CYP 4  | ARG NF | GRI 4  | KEN 2  | FIN NF | DUI NF |        | NZL 2  | AUS 2  | GBR 7  |        |       | 7    | 30     |
| 2003    | Marlboro Peugeot Total        | Peugeot 206 WRC          | MON    | ZWE NF | TUR NF | NZL NF | ARG 4  | GRI 6  | CYP 2  | DUI    | FIN NF | AUS 7  | ITA    | FRA    | SPA    | GBR NF |        |       | 11   | 18     |
| 2004    | Marlboro Peugeot Total        | Peugeot 307 WRC          | MON    | ZWE    | MEX 10 | NZL 5  | CYP DQ | GRI 3  | TUR NF | ARG 5  | FIN NF | DUI    | JPN 6  | GBR 6  | ITA NF | FRA    | SPA    | AUS 2 | 8    | 28     |
| 2005    | Mitsubishi Motors Motorsports | Mitsubishi Lancer WRC 05 | MON 7  | ZWE 4  | MEX 5  | NZL NF | ITA NF | CYP 7  | TUR 10 | GRI 6  | ARG 5  | FIN 7  | DUI 10 | GBR 4  | JPN 5  | FRA 10 | SPA 10 | AUS 2 | 7    | 39     |
| 2006    | Red Bull Škoda Team           | Škoda Fabia WRC          | MON    | ZWE    | MEX    | SPA    | FRA 12 | ARG    | ITA 20 | GRI 12 | DUI    | FIN    | JPN    | CYP NF | TUR 11 | NZL    | AUS    | GBR 9 | -    | 0      |